# اسکانیا سری ان
اسکانیا سری ان (به انگلیسی: Scania N-series) یک مدل از اتوبوسهای درون شهری تولید شده شرکت اسکانیا با استاندارد یورو چهار است.